# Perpetua de Hipona
Perpetua (fallecida c. 423) fue una abadesa tardorromana, hija de Santa Mónica y Patricio, y hermana menor de Agustín de Hipona.

## Biografía
Aunque la hermana de Agustín es mencionada por él y por Possidio, ninguno de los dos da su nombre; los Bolandistas atribuyen el nombre de Perpetua a la tradición sagrada. Perpetua se casó y enviudó, luego se dedicó a una vida de celibato y se convirtió en cabeza de un convento. Murió hacia 423. En sus escritos, Agustín nombra a su hermano, Navigus. Possidius la describe en su Vita Augustini como "superiora de las siervas hasta su muerte", a pesar de lo cual ni a ella ni a ninguna otra mujer se le permitió permanecer en el monasterio de Agustín. Argumentó que, aunque su hermana, que llevaba una vida santa, estaría por encima de "malas sospechas", necesitaría traer sirvientas que pudieran proporcionar tentación.

## Impacto religioso
Perpetua era abadesa de una comunidad de vírgenes consagradas en Hipona,este monasterio estaba probablemente cerca del suyo en Hipona,probablemente en nombre de Agustín.
Las sobrinas de Agustín y Perpetua se unieron a esta fundación religiosa. El monasterio también era conocido por rescatar niños expósitos.Este establecimiento parece haber funcionado de manera similar al suyo: a las monjas se les permitía salir del monasterio para una variedad de actividades, que incluían: visitar los baños, ir a la lavandería y adorar en iglesias externas.Él escribió la Epistula 211 dirigida a la orden, tras la muerte de su hermana, ya que sufrían disensiones internas. Se puede afirmar que la influencia de Perpetua fue mayor tras su muerte, con la redacción de esta carta a su comunidad. Se conoció como la Regla de las Monjas.Una de sus principales advertencias era sobre el orgullo: ya fueras de origen humilde o rico, existía el peligro de que te enorgullecieras de tu ascetismo, que deshacía toda su santa obra.